# تاتامایلائو
تاتامایلائو (به لاتین: Tatamailau) یک کوه در تیمور شرقی است که در شهرداری ارمرا واقع شده‌است. تاتامایلائو ۲٬۹۸۶ متر بالاتر از سطح دریا واقع شده‌است.